# فريمان إتش هابارد
فريمان إتش هابارد (بالإنجليزية: Freeman H. Hubbard)‏ هو صحفي أمريكي، ولد في 21 أبريل 1894، وتوفي في 1981.